# Перемога (Винницкая область)
Перемога (укр. Перемога) — село на Украине, находится в Хмельникском районе Винницкой области.
Код КОАТУУ — 0521485803. Население по переписи 2001 года составляет 618 человек. Почтовый индекс — 22134. Телефонный код — 4342.
Занимает площадь 18,156 км².
В селе действует храм Архистратига Божьего Михаила Казатинского благочиния Винницкой епархии Украинской православной церкви.

## История
- В 1945 г. Указом Президиума ВС УССР село Вуйна переименовано в Перемогу[2].

## Адрес местного совета
22134, Винницкая область, Хмельникский р-н, с. Перемога, ул. Красноармейская, 27